# بخش آکوس وینچوس

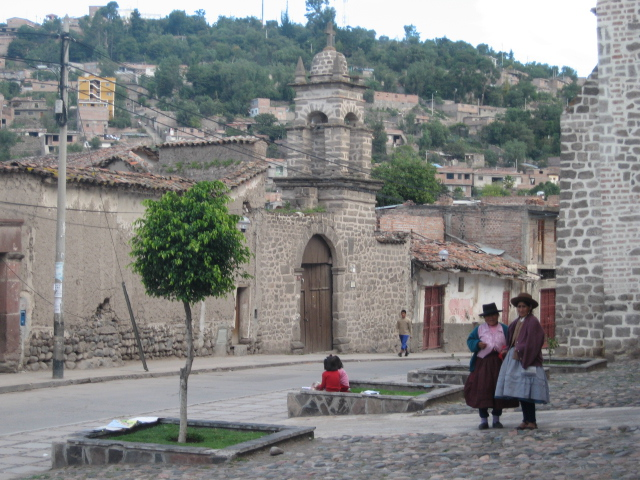
بخش آکوس وینچوس

منطقه اکاس وینچاس (به اسپانیایی: Acos Vinchos District) یک سکونتگاه مسکونی در پرو است که در منطقه آیاکوچو واقع شده‌است.

## خصوصیات
منطقه اکاس وینچاس ۱۵۲٫۲۸ کیلومترمربع مساحت و ۴٬۸۸۲ نفر جمعیت دارد و ۲٬۸۴۸ متر بالاتر از سطح دریا واقع شده‌است.